# Roswell (serie televisiva)
Roswell è una serie televisiva statunitense di fantascienza prodotta dal 1999 al 2002 e ispirata alla serie di romanzi per ragazzi Roswell High di Melinda Metz. È un teen drama che narra di un gruppo di extraterrestri che vivono in incognito a Roswell (Nuovo Messico).
La serie è andata in onda per la prima volta il 6 ottobre 1999 fino al 14 maggio 2002. Le prime due stagioni sono state trasmesse dal network The WB, mentre per la terza ed ultima stagione la serie è stata spostata sul network via cavo UPN.
Dal 2019 è in onda il reboot della serie intitolato Roswell, New Mexico.

## Trama

### Prima stagione
Liz, Maria ed Alex sono tre amici sedicenni che vivono a Roswell, nel Nuovo Messico. Mentre lavora al Crashdown Café, il locale dei suoi genitori, Liz viene ferita mortalmente da un colpo di pistola sparato da un avventore durante una lite. Max Evans con il solo tocco di una mano cura la sua ferita salvandole la vita, l'unica traccia è un'impronta argentata.
Durante la lezione di biologia Liz analizza la saliva di Max scoprendo cellule non umane. Max è costretto ad ammettere che lui, sua sorella Isabel e il loro amico Michael sono alieni e che la loro nave è caduta a Roswell nel 1947.
Nonostante abbia una relazione con Kyle Valenti, il figlio dello sceriffo, Liz è subito attratta dal ragazzo, e lo stesso vale per Max, nonostante il disaccordo di Isabel e di Michael. Gli eventi costringeranno i ragazzi a rivelare a Maria e Alex il segreto della loro provenienza: da quel momento i tre ragazzi aiuteranno gli amici extraterrestri a celare la loro provenienza a strani agenti federali e dai sospetti del padre di Kyle, lo sceriffo Jim Valenti. Maria e Michael, che lavorerà come cuoco al Crashdown, iniziano a uscire assieme, così come Max e Liz, le loro relazioni sono complicate e altalenanti per tutta la durata delle tre stagioni.
Max, alla ricerca del proprio passato, trova impiego al centro UFO della città e qui scopre notizie che lo portano a capire che esiste un altro alieno, di nome Nasedo. Questi comparirà verso la fine della serie, assieme a Tess Harding, una ragazza che si è appena trasferita a Roswell e che ha una strana influenza su Max; si tratta di un quinto alieno ma, al contrario dei tre amici ha dei ricordi della loro vita precedente e conosce il loro destino, Nasedo l'ha sempre protetta in questi anni, rivelandole come padroneggiare i propri poteri. Max, Isabel, Michael e Tess sono cloni dei quattro reali di Antar: Max è il re, Isabel sua sorella, Michael il suo braccio destro e Tess sua moglie. Per salvare i quattro da morte certa, dovuta a una ribellione sul pianeta natale, la loro essenza è stata mescolata con DNA umano; il loro destino è quello di tornare sul pianeta Antar e riottenere il trono usurpato da Kivar, colui che ha ucciso i loro originali.
I metodi dell'unità speciale fanno rivedere la propria posizione allo sceriffo Valenti, che finisce col prendere le parti dei ragazzi, venendo poi a conoscenza del loro segreto. Il finale della prima stagione vede i ragazzi sconfiggere gli agenti che danno loro la caccia, il comandante dell'unità speciale viene ucciso da Michael mentre sta per sparare allo sceriffo, il colpo tuttavia colpisce Kyle, il figlio di Valenti. L'intervento di Max impedisce il peggio ma costringe il gruppo a rivelare il loro segreto anche a Kyle.
Nasedo muta forma e prende il posto del comandante dell'unità speciale con l'intento di portarla a sciogliersi.

### Seconda stagione
La seconda stagione vede l'avvento di un nuovo nemico: gli skin, mandati sulla terra per cercare i quattro reali da Kivar, divenuto re di Antar.
La morte di Nasedo ad opera degli skin induce lo sceriffo Valenti ad ospitare in casa sua Tess. Sia Courtney Banks, nuova cameriera al Crashdown, che la senatrice Whitaker, che apre un ufficio a Roswell, sono skin. L'una fa parte di una fazione che crede che sia Michael il predestinato al comando e non Max e l'altra cerca invece i reali per catturarli e carpire il segreto riguardante la posizione del Granilith, un apparecchio in grado di fare viaggiare attraverso lo spazio.
L'uccisione della senatrice ad opera di Isabel conduce il gruppo fino alla sua città natale, che si rivela essere dimora dell'intero gruppo degli skin, che attendono il "raccolto", ovvero il termine della preparazione dei loro nuovi corpi umani destinati a sostituire quelli attuali, ormai prossimi alla morte. La distruzione del "raccolto" ad opera dei ragazzi condanna gli skin che, furenti, invadono Roswell per ucciderli. Nicholas, il capo degli skin, rivela ad Isabel che il suo vero nome è Vilandra e che su Antar era
innamorata di Kivar, per amore del quale tradì Zen, il fratello, portandolo alla morte.
Durante l'invasione Courtney muore per non tradire i suoi nuovi amici ma infine tutti gli skin vengono uccisi. Da New York arrivano tre ragazzi che assomigliano molto ad Isabel, Michael e Tess: si tratta di una seconda "squadra" di cloni mandata sulla terra. I tre hanno coscienza di tutto quel che riguarda il loro passato e cercano Max per partecipare ad una conferenza di pace tra i pianeti del sistema di Antar poiché Zen, il "loro" Max è rimasto ucciso in un incidente stradale. In realtà l'unico scopo dei tre è quello di ritornare su Antar, Zen non intendeva partecipare alla conferenza e per questo era stato ucciso. Eva, la clone di Tess, non approva i metodi degli altri due e rimane a Roswell.
Alla conferenza partecipano altri alieni che, per presenziare fisicamente, "occupano" il cervello di alcuni umani. Tra questi c'è Brody Davis, il capo di Max al centro UFO. Max non accetta le condizioni di Nicholas, portavoce di Kivar, tra le quali la consegna del Granilith, Vilandra si accorda quindi con Nicholas per tornare a casa in cambio dell'uccisione di Max. Eva rivela agli altri le intenzioni dei cloni newyorkesi e l'intervento a distanza di Isabel e Liz salva Max dall'attentato di Vilandra. Eva, dopo aver rivelato a Liz che qualcosa in lei è cambiato da quando è stata guarita da Max, parte in cerca di una vita normale. Non si era più avuta alcuna notizia di Alex che, si scopre, era in viaggio in Svezia. Poco dopo il suo ritorno inizia una relazione con Isabel che però ha breve durata, a causa della morte del ragazzo in un incidente stradale.
La convinzione di Liz che non si tratti di un incidente ma di un omicidio ad opera di un alieno la porta ad uno scontro con Max e gli altri. Le investigazioni della ragazza tuttavia mettono in luce molte incongruenze fino alla scoperta che Alex non era mai stato in Svezia ma che in realtà aveva passato quel periodo a Las Cruces. Alex era stato condizionato mentalmente da Tess perché scoprisse il significato delle scritte su un libro alieno, la continua manipolazione mentale ha portato infine il ragazzo alla morte. Il raffreddarsi dei rapporti tra Liz e Max porta quest'ultimo ad avvicinarsi a Tess, fino ad avere un rapporto sessuale con la ragazza mettendola incinta.
La gravidanza di Tess ha risvolti inattesi, il bambino infatti risente dell'atmosfera terrestre e per salvare la vita del figlio Max decide di usare il Granilith per tornare su Antar.
Kyle però riesce a ricordare che Alex è morto a casa sua e che Tess aveva rimosso questo ricordo. Tess messa a confronto con gli altri è costretta a confessare che Nasedo aveva intenzione di tornare su Antar ma aveva paura di essere messo a morte, per questo aveva stretto un patto con Kivar: la sua vita in cambio di quella di Max. Max e gli altri restano quindi sulla terra, mentre a Tess è consentito di partire per salvare il figlio.

### Terza stagione
Max e Liz vengono arrestati per rapina a mano armata in un negozio di alimentari, i due erano alla ricerca di una struttura governativa nascosta in cui viene tenuta l'astronave con cui sono arrivati Max e gli altri nel 1947.
Il padre di Max, avvocato, riuscirà a tirare fuori di prigione i due ragazzi ma dopo l'accaduto il padre di Liz impedirà ai due di vedersi. Il padre di Max capisce che il figlio sta nascondendo qualcosa e gli intima di dirgli la verità, cosa che Max non fa, preferendo andare via di casa; il padre a questo punto inizia ad investigare sui suoi figli per capire quale sia il loro segreto. Isabel nel frattempo inizia una relazione segreta con Jesse Ramirez, un giovane avvocato che lavora con suo padre. Durante la ricerca dell'astronave Max viene a sapere che esiste un altro mutaforma, che si rivela essere un noto Produttore cinematografico. Max lo costringe ad aiutarlo a trovare e a far volare il disco, ma l'astronave è troppo danneggiata per poter volare ancora.
Isabel, perseguitata dal ricordo di Alex continua ad avere apparizioni del ragazzo finché, finalmente in pace con la sua coscienza, accetta la proposta di matrimonio di Jesse. Le condizioni finanziarie di Michael lo inducono a cercare un secondo lavoro, diventando così guardia notturna alla MetaChem, una ditta farmaceutica, in realtà la moglie del proprietario della ditta ha intenzione di scoprire se è lui l'alieno con il potere di guarigione, intende infatti salvare dalla morte il marito, molto anziano.
Valenti e Michael tentano di distruggere le prove, vengono scoperti e Valenti viene catturato, Michael ritorna con i due amici per liberarlo, Max trova Valenti e lo libera, ma una guardia spara e l'uomo rischia la vita. Max usa i suoi poteri ma poco dopo ambedue vengono catturati e Max è costretto a tentare di fare ringiovanire l'anziano milionario. L'utilizzo dei poteri in modo così massiccio scatena un incendio, mentre tutti scappano una guardia spara ad Isabel che rimane gravemente ferita. Max muore ma la sua essenza si trasferisce nel corpo dell'uomo che assume le fattezze di Max e rimane ossessionato dal pensiero di Liz. Durante il tentativo di uccidere la ragazza per liberarsi della presenza di Max nel suo cervello l'uomo muore e Max prende il controllo del corpo.
La ferita di Isabel costringe Michael e Valenti a rivelare il segreto anche al marito della ragazza che vuole portarla in ospedale, l'uomo ne rimane scioccato e decide di andare via di casa. L'improvviso ritorno di Tess con il figlio di Max, a cui ha dato il nome di Zen, risveglia l'interesse dell'aeronautica, che recupera la sua navetta e cercano la ragazza.
Tess si sacrifica per salvare il figlio ma all'esercito non basta, un gruppo di militari organizza una task force per fare uccidere i rimanenti alieni. La situazione ha riavvicinato Isabel e Jesse, che tornano assieme, ed è proprio quest'ultimo ad aiutare i fratelli che, per proteggere il figlio di Max, sono costretti a rivelare il loro segreto ai genitori, Jesse infatti parla con loro evitando una possibile reazione simile a quella che aveva avuto lui agli inizi.
I due sono scossi ma rimangono vicini ai figli adottivi aiutando infine Max a dare in adozione il figlio, essendo questo l'unico modo che ha per proteggerlo da una vita di segreti e pericoli. Per sfuggire ai killer governativi Liz, Max, Michael, Isabel, Maria e Kyle fuggono da Roswell in cerca di una vita normale. Il finale dell'episodio è raccontato dalla voce di Liz, in realtà si tratta delle pagine del diario letto dal padre che contiene tutti gli avvenimenti a partire dalla sua "morte" e "rinascita" al Crashdown café fino ad un altro importante avvenimento nella sua vita: il matrimonio con Max. Liz chiede al padre di far leggere il diario anche alla madre di Maria e poi di bruciarlo nel deserto, vicino ai bozzoli: lì dove è nato suo marito.

## Episodi
La serie è andata in onda su Rai 2 in anteprima assoluta italiana, per poi essere replicata in un primo momento da Fox di Sky Italia tra il 2004 e il 2005 ed in seguito da MTV nel 2007. Nel 2010 la serie è stata trasmessa in chiaro su Rai 4.
| Stagione         | Episodi | Prima TV originale | Prima TV Italia |
| ---------------- | ------- | ------------------ | --------------- |
| Prima stagione   | 22      | 1999-2000          | 2000-2001       |
| Seconda stagione | 21      | 2000-2001          | 2001-2002       |
| Terza stagione   | 18      | 2001-2002          | 2004            |

## Personaggi e interpreti

### Liz Parker
Liz Parker è la figlia unica del proprietario del crashdown cafè, ristorante maggiormente frequentato da adulti e teenager nella cittadina di Roswell. È proprio nel Crashdown Cafè, dove lei lavora come cameriera, che Liz muore e torna in vita grazie al tocco della mano di Max Evans nell'episodio pilota della serie. Da quel giorno le cose cambieranno per sempre nella sua vita e farà una scelta decisiva che le condizionerà l'esistenza portandola ad affrontare effetti sia positivi che negativi: amare, accettare e proteggere Max Evans e i suoi amici. Prima che Max le salvasse la vita Liz era una normalissima ragazza con una grande passione per la scienza. La sua migliore amica è Maria Deluca, una ragazza perspicace che aveva notato subito l'interesse che Max aveva per Liz, sebbene la ragazza non volesse ammetterlo. Infatti l'interesse di Max nei confronti della ragazza non è mai passato del tutto inosservato, probabilmente alla stessa Liz che però rifiutava di ammetterlo a causa della sua convinzione di non essere una ragazza interessante. Prima di innamorarsi di Max, Liz ha qualche appuntamento con Kyle Valenti sebbene la cosa non sia mai stata seria come la stessa Liz più volte puntualizza. In seguito i due saranno in grado di essere amici specialmente dopo che Alex, il migliore amico di Liz assieme a Maria, verrà a mancare a causa di tragiche circostanze.
Liz Parker è la voce narrante della storia, specialmente nella prima stagione. Per farlo adopera il suo diario personale e noi abbiamo il privilegio di poterci scrutare dentro all'inizio e alla fine di ogni episodio perché lei condivide con lo spettatore i suoi pensieri più intimi dando alla storia un connotato più umano e vicino allo spettatore. Tramite il suo diario noi possiamo non solo conoscere meglio Liz ma avere il giusto pretesto per poter, in un certo senso, conoscere anche gli altri personaggi e trovare note realistiche in un telefilm che di realistico (dato il genere) potrebbe aver ben poco. Nella seconda stagione questo aspetto che aveva così ben caratterizzato la storia nella stagione precedente, venne accantonato a favore di una trama con maggior sci-fi e temi che non potevano essere "narrati" da Liz con la semplicità della stagione precedente, anche perché il personaggio stesso decide di avere una propria autonomia e di non far più parte di ogni più piccolo evento nell'abisso alieno. Ci sono solo alcune eccezioni in cui il diario di Liz fa delle piccole comparse. Lo ascoltiamo, infatti, nell'episodio "Segui il tuo Cuore" ('Heart of mine', seconda stagione) e nell'ultimo episodio della serie "Roswell Ultimo Atto"(Graduation) dove la ragazza chiude il telefilm così come l'aveva aperto nel primo episodio.
Alla fine della terza stagione possiamo affermare che Liz non è più completamente umana come lo era prima che Max le salvasse la vita. La guarigione di Max l'ha cambiata ed una parte di lei è diventata come lui sviluppando alcuni poteri che hanno cominciato a manifestarsi in tempi diversi, spesso collegati al suo stato d'animo. Nella seconda serie, anche se grazie all'aiuto di Isabel, la ragazza è in grado di proiettare la sua immagine da Roswell a New York dove Max si trovava. Grazie a questo potere riesce ad avvertire il ragazzo di un pericolo e gli salva la vita. A partire dalla terza serie vediamo comparire il potere comune degli alieni, quello di modificare gli oggetti o spostarli, che usa quando scopre che Tess torna a Roswell, facendola sbattere contro un muro. Ma il primo autentico potere della ragazza, che si può vedere davvero solo nell'ultimo episodio, è la chiaroveggenza. Liz è in grado di prevedere il futuro cogliendone delle immagini in anteprima quando tocca la persona coinvolta in quell'avvenimento. È così che lei riesce a scoprire che qualcuno voleva uccidere Max, Michael, Isabel e lei stessa.

### Max Evans
Maxwell "Max" Evans è interpretato da Jason Behr. Max è un alieno, per l'esattezza un ibrido metà umano e metà alieno clone di un re caduto di un altro pianeta: Antar. Gli "antariani", infatti, furono in grado di clonare il DNA del loro re ormai morto (assieme al suo braccio destro, sua sorella e la sua sposa) unendolo con il DNA di un donatore umano. In una navicella vennero poi disposti i feti creati, due copie per ogni membro della famiglia reale, sotto la custodia di alcuni protettori. La navicella ebbe però un incidente schiantandosi in Roswell, Nuovo Messico nell'ormai lontano 1947. I protettori sopravvissuti all'impatto riuscirono (anche grazie all'aiuto di un militare) a riappropriarsi dei "bambini" ancora non nati dopo che l'esercito se n'era impossessato. Le camere di incubazione vennero trasportate e nascoste in un luogo nel deserto immerso fra formazioni rocciose al cui interno si nascondeva anche il granilith, uno strumento potente che si rivelerà essere un'astronave. Max, assieme ad Isabel e Michael 'nasceranno' poi soltanto nel 1989 uscendo dai loro bozzoli con le sembianze di normali bambini dell'età di 6 anni. Inizialmente Michael si separerà da loro per poi riuscirlo a trovare solo qualche anno più tardi. Nel frattempo Max ed Isabel vengono trovati nel deserto dai coniugi Philip e Diane Evans che poi decideranno di adottarli

### Isabel Evans
Isabel Amanda Evans è interpretato da Katherine Heigl. Isabel è una ragazza aliena come suo fratello Max e il suo migliore amico Michael Guerin. Lei e Max furono trovati all'età di sei anni a vagare nel deserto da Philip e Diane Evans, che li adottarono. Nella prima e nella seconda stagione ha una relazione con Alex Whitman, ma proprio quando la storia si fa più seria, nella seconda serie, Alex viene ucciso. Isabel rimane devastata dalla morte di Alex ma riesce a superare la brutta questione sposando Jesse Ramirez nella stagione 3. È molto legata a sua madre, che però non approva la sua decisione di sposarsi, e ciò provocherà tra di loro una momentanea frattura. Nel corso degli anni diventa buona amica di Kyle Valenti, considerando suo padre, lo sceriffo Jim Valenti, come una figura paterna.
Prima stagione
Non appena Isabel viene a conoscenza di tutto ciò che Max aveva raccontato a Liz, dopo la sparatoria al Crashdown Cafe, si arrabbia molto e mai lo perdonerà del tutto per averli messi in pericolo. All'inizio Isabel è una ragazza molto appariscente e popolare nella scuola. Al contrario di Max e Michael partecipa attivamente nella vita sociale. Rimane inizialmente molto ostile nei riguardi degli umani che conoscono il loro segreto, soprattutto per paura di quello che potrebbe accadere se si venisse a sapere la verità. Tuttavia, conoscendo meglio Liz e Maria si fiderà sempre più di loro instaurando un bel rapporto di amicizia duraturo. Dopo esser stata nei sogni di Alex, e averli visti ballare insieme in un dolcissimo scenario, incomincerà a pensare di potersi fidare di lui. Decide allora di dirglielo durante una festa, ma a causa della sua infatuazione per lei, Alex fraintenderà il tentativo di Isabel di parlare di fiducia per un avance di tipo sessuale al fine di sapere se ha intenzione di rivelare la verità. Questo la ferirà molto. Quando Alex e Liz furono arrestati dallo sceriffo Valenti, Isabel sa che potrebbe uscire la verità e dice a Max che dovrebbero parlare ad Alex della loro storia. Negli episodi seguenti si avvicinerà sempre più ad Alex, ma rifiuta ogni avance per paura di aprirsi con qualcuno. Isabel e Michael hanno un vero rapporto d'amicizia, quasi paragonabile con quello con suo fratello Max. Spesso si sorprende per la diversità di pensiero dei due, ma se con Max condivide il desiderio di comandare e l'essere cauto nel prendere decisioni che li riguardano, di Michael comprende il bisogno di sapere di più del luogo da cui provengono. Momento essenziale del loro rapporto arriva nel momento in cui entrambi incominciano ad avere strani sogni erotici su di loro. Isabel è confusa e spaventata, perché in Michael ha sempre visto un amico fraterno. Isabel ha sempre avuto un buon rapporto con la madre, e detesta l'idea di doverle mentire, credendo che li avrebbe amati incondizionatamente. Tuttavia sia Max che Michael sono fermamente contrari nel raccontare agli adulti il segreto. Anche nel momento in cui Diane Evans supplicherà Max di raccontarle ciò che nascondono sul loro passato, lui negherà ogni cosa.

### Altri personaggi
- Michael Guerin (stagioni 1-3), interpretato da Brendan Fehr, doppiato da Corrado Conforti. Il migliore amico di Max. Michael è un alieno che fatica a trovare il suo posto sulla Terra. Ha una relazione con Maria. Ha difficoltà a controllarsi, specialmente quando le sue emozioni sono forti. Il suo potere speciale non viene mai rivelato.
- Maria DeLuca (stagioni 1-3), interpretata da Majandra Delfino, doppiata da Federica De Bortoli. La migliore amica di Liz, che è a conoscenza del segreto degli alieni. Ha una relazione con Michael.
- Kyle Valenti (stagioni 1-3), interpretato da Nick Wechsler, doppiato da Davide Lepore. Figlio dello sceriffo Valenti, inizialmente ostile nei confronti di Max, anche perché è innamorato di Liz; alla fine diventa suo amico.
- Sceriffo Jim Valenti (stagioni 1-3), interpretato da William Sadler, doppiato da Sergio Di Giulio. Lo sceriffo della città che all'inizio è un nemico, ma in seguito diventa un potente alleato.
- Alex Charles Whitman (stagioni 1-2), interpretato da Colin Hanks, doppiato da Emiliano Coltorti. Il migliore amico di Liz e Maria, che le aiuta nelle loro avventure e ha una cotta per Isabel.
- Tess Harding (stagioni 1-2), interpretata da Emilie de Ravin, doppiata da Maura Cenciarelli. Aliena che è stata cresciuta da Nasedo. Tess ha il potere di far sì che le persone vedano cose che non sono reali.
- Jesse Ramirez (stagione 3), interpretato da Adam Rodríguez, doppiato da Alessio Cigliano.

## Colonna sonora
La colonna sonora della serie, presente nella sigla di apertura, è il brano Here with me di Dido.

## Accoglienza
Dopo la fine della prima stagione, a causa di ascolti più bassi del previsto, la Warner Bros. aveva deciso di cancellare la serie. Un agguerritissimo e numeroso gruppo di fan ha allora dato luogo ad una mobilitazione senza precedenti: dopo aver inviato migliaia di e-mail e aver speso una considerevole cifra per acquistare una pagina pubblicitaria su Daily Variety, hanno spedito ai dirigenti della Warner Bros. migliaia di bottigliette di tabasco, il condimento preferito dagli alieni, accompagnate dallo slogan: "Roswell is Hot" (Roswell è eccitante, ma anche "piccante", un gioco di parole sul gusto della ben nota salsa). Tale originale campagna, che ha attirato anche l'interesse della stampa, ha convinto la Warner ad approvare una seconda stagione.
Nel gennaio 2001 Roswell è stato giudicato telefilm dell'anno dai lettori di Corriere.it, il sito Internet del quotidiano Corriere della Sera.

## Romanzi
Oltre all'originale serie di libri Roswell High che hanno ispirato la serie televisiva, sono stati pubblicati una serie di romanzi basati sugli eventi descritti nella serie. Questi si concentrarono sugli eventi che in gran parte erano inspiegabili sullo schermo.

### Pocket Books
Mentre Roswell era ancora in onda, tre romanzi sono stati pubblicati dalla Pocket Books. Quando la serie venne cancellata, questa serie di romanzi ha cessato la pubblicazione.
- Loose Ends di Greg Cox (giugno 2001)
- No Good Deed di D.A. Stern (ottobre 2001)
- Little Green Men di D.W. Smith e K.K. Rusch (aprile 2002)

### Simon Spotlight Entertainment
Nel 2002, la Simon Spotlight Entertainment ha pubblicato altri otto romanzi basati sulla serie. A causa delle vendite basse, la serie è terminata un anno dopo. I primi quattro romanzi fungono da ponte tra le stagioni due e tre, e gli ultimi quattro sono posti dopo gli eventi della serie.
- Shades di Mel Odom (settembre 2002)
- Skeletons In The Closet di Andy Mangels & Michael A. Martin (novembre 2002)
- Dreamwalk di Paul Ruditis (gennaio 2003)
- Quarantine di Laura Burns (marzo 2003)
- A New Beginning di Kevin Ryan (giugno 2003)
- Nightscape di Kevin Ryan (luglio 2003)
- Pursuit di Andy Mangels & Michael A. Martin (settembre 2003)
- Turnabout di Andy Mangels & Michael A. Martin (novembre 2003)